# Ovidio Guzman Lopez
Ovidio Guzman Lopez conhecido como El Chapito (Culiacán, 29 de março de 1990) é um traficante de drogas mexicano e membro de alto escalão do Cartel de Sinaloa, uma organização criminosa com sede no estado de Sinaloa. É filho do traficante Joaquín "El Chapo" Guzmán, outrora considerado o traficante mais procurado do México e o criminoso mais procurado do mundo. Guzmán López é suspeito de ser um líder dentro de uma facção do Cartel de Sinaloa, frequentemente chamada de Los Chapitos.
Foi preso em 5 de janeiro de 2023 e em 15 de setembro do mesmo ano extraditado para os Estados Unidos. Em julho de 2025, declarou-se culpado de quatro acusações criminais relacionadas ao tráfico internacional de drogas.
Guzmán López assumiu um papel de destaque no Cartel de Sinaloa após a prisão de seu pai.

## Admissão sobre cartel
Em julho de 2025, como parte de um acordo judicial, Lopez admitiu ter ajudado a supervisionar a produção e o contrabando de grandes quantidades de cocaína, heroína, metanfetamina, maconha e fentanil para os Estados Unidos, alimentando uma crise que contribuiu para dezenas de milhares de mortes por overdose anualmente.